# Andrzej Drążyński
Andrzej Drążyński (Andrzej Drzążynski, Andreas de Drzązno) (zm. 8 kwietnia 1522 w Trzemesznie) – polski zakonnik i pisarz późnego średniowiecza.
Żył na przełomie XV i XVI wieku. Urodził się w niezamożnej rodzinie szlacheckiej w Drążnie. W 1476 wstąpił na Akademię Krakowską. Od 1483 był notariuszem publicznym w Gnieźnie, od 1493 proboszczem w Słupach, od 1496 pisarzem grodzkim w Poznaniu. W 1498 wstąpił do klasztoru kanoników regularnych w Trzemesznie, gdzie w 1504 został opatem. Napisał zaginioną kronikę klasztoru w Trzemesznie, a także wiersz łaciński (Nullem rem…, 1511) umieszczony nad drzwiami biblioteki klasztornej.